# Kyrksjön (Norrtälje socken, Uppland)
Kyrksjön är en sjö i Norrtälje kommun i Uppland och ingår i Norrtäljeåns huvudavrinningsområde. Sjön är 14,4 meter djup, har en yta på 1,09 kvadratkilometer och är belägen 4 meter över havet.

## Delavrinningsområde
Kyrksjön ingår i det delavrinningsområde (662648-165785) som SMHI kallar för Utloppet av Kyrksjön. Medelhöjden är 24 meter över havet och ytan är 21,33 kvadratkilometer. Det finns inga avrinningsområden uppströms utan avrinningsområdet är högsta punkten. Vattendraget som avvattnar avrinningsområdet har biflödesordning 2, vilket innebär att vattnet flödar genom totalt 2 vattendrag innan det når havet efter 5,8 kilometer. Avrinningsområdet består mestadels av skog (62 procent), öppen mark (10 procent) och jordbruk (22 procent). Avrinningsområdet har 1,07 kvadratkilometer vattenytor vilket ger det en sjöprocent på 5 procent.